# Fernmeldeturm Meudon
Der Fernmeldeturm Meudon (französisch Tour hertzienne de Meudon) ist ein Fernmeldeturm bei Paris, im Wald von Meudon. Er wurde Anfang der 1950er Jahre gebaut und war damit der erste nach dem Zweiten Weltkrieg errichtete Fernsehturm Frankreichs.
Er hat eine quadratische Grundfläche und ist aus Beton gebaut. Auf 73 Metern (andere Quellen: 70 m) Höhe hat er achtzehn Stockwerke und drei Antennenplattformen.  1954 war er Teil der ersten französischen Funkfernverbindung zwischen Paris und Straßburg.
1965 wurde eine 25 Meter hohe Antenne aufgesetzt. Seither wird der Turm nicht mehr für das Fernsehen, sondern nur noch für Telefonie genutzt. Seine Spitze befindet sich fast 270 Meter über dem Meeresspiegel, er ist von Montmartre bis Saint-Quentin-en-Yvelines sichtbar.